# London Electrical Cab
Pour les articles homonymes, voir London et Cab.
 (mars 2023).
Le London Electrical Cab ou Bersey Electrical Cab est une voiture électrique de l'ingénieur britannique Walter Bersey (en), fabriquée à 77 exemplaires entre 1896 et 1899, à titre de premiers taxis électriques de Londres.

## Historique

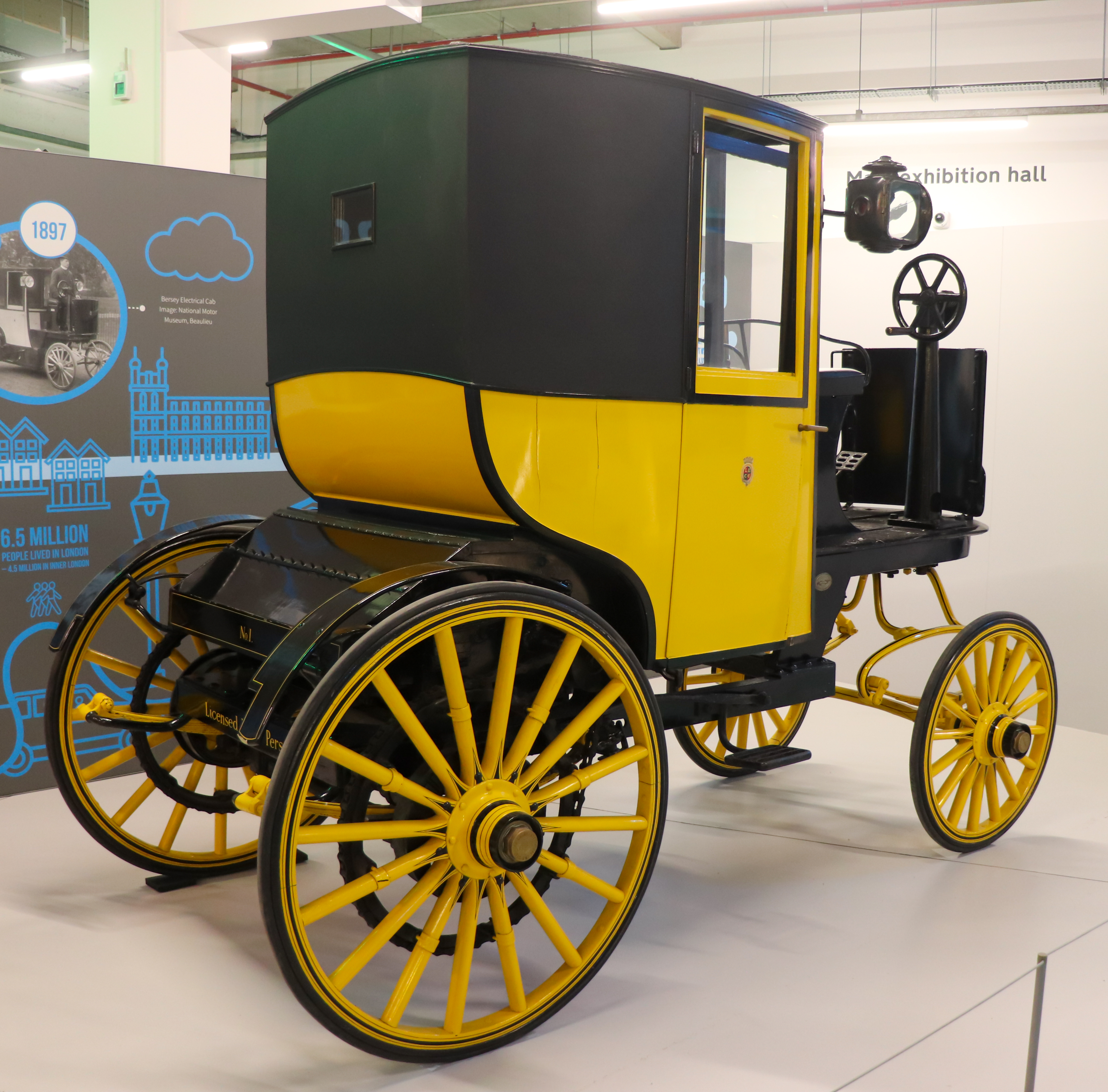

Cette voiture pour un chauffeur et 2 passagers est une des premières voitures électriques de l'histoire de l'automobile et de l'histoire du véhicule électrique. Elle est présentée au salon de l'automobile de Londres (de South Kensington) en 1896, puis participe cette même année à la première course Londres-Brighton (actuelle course de voitures anciennes Londres-Brighton).
Elle est conçue par l'ingénieur électricien britannique Walter Bersey (en), à base de voiture hippomobile H. J. Mulliner & Co. motorisée par un moteur électrique Johnson-Lundell, pour une puissance de 3,5 ou 8 ch, et une vitesse maximale de 19 km/h (12 mph). Une batterie interchangeable de 711 kg de 170 ampères-heures assure une autonomies maximum de 48 à 56 km,.

## Taxi londonien
La compagnie de taxi « London Electrical Cab Company » a exploité un premier service de 12 taxis Bersey dans le centre de Londres, à partir du 19 août 1897, après avoir été inaugurée par l'éminent ingénieur électricien William Henry Preece,. 
Ces taxis populaires étaient surnommés colibri pour le son de bourdonnement électrique qu'ils produisaient « il n'y a pas d'odeur, pas de bruit, pas de chaleur, pas de vibration, pas de danger possible, et ils n'effraient pas les chevaux qui passent ». La flotte a culminé à environ 75 taxis, qui devaient régulièrement retourner à leur dépôt technique pour remplacer leurs batteries, grâce à des ascenseurs hydrauliques qui pouvaient réaliser l'opération en 2 à 3 min. 
Un défaut de rentabilité de l'entreprise a entraîné sa liquidation en août 1899, due en partie aux coûts élevés des batteries, aux taux d'usure élevés des pneus, et aux faibles taux de fiabilité des véhicules. 

## Anecdote
La première personne de l'histoire à être arrêtée pour conduite en état d'ivresse est George Smith, un chauffeur de taxi londonien. Le 10 septembre 1897, il rentre dans un immeuble avec une London Electrical Cab. Il faisait partie des 12 premiers chauffeurs à opérer en 1897,. 